# Ерік Форман
Доктор Ерік Форман (англ. Eric Foreman) — персонаж американського телесеріалу «Доктор Хаус». Його роль в серіалі виконує Омар Еппс.

## Біографія
Про минуле Формана відомо небагато, хоча передбачається, що його сім'я була не дуже забезпечена  і його батьки — на пенсіонери. Форман був також малолітнім злочинцем і колись грабував будинки й крав машини; Хаус говорить, що головним фактором, що вплинув на його рішення найняти Формана, було його кримінальне минуле. Батько Формана Родні (який з'являється у другій частині епізоду «Ейфорія» і в «House Training») дуже релігійний, тоді як його мати не здатна пересуватися через якусь хворобу на кшталт хвороби Альцгеймера, що вплинула на її пам'ять і здібності до сприйняття. У Формана є старший брат-наркоман (Маркус), який перебуває у в'язниці. Але Ерік його не відвідує, зневажаючи за те, що той нічого не домігся в житті. В епізоді «Heavy» Форман розповідає пацієнтові з ожирінням, що в дитинстві він сам потерпав через повноту до 9-го класу, та він міг просто вигадати це, щоб утішити пацієнта.
Форман навчався на першому курсі Колумбійського Університету перед тим, як його зараховали до Університету Джонса Гопкінса.
Протягом місяця був номінальним головою відділення діагностичної медицини та супервайзером Хауса, у зв'язку з тимчасовим усуненням останнього від посади (2-й сезон), проте ні Хаус, ні його команда не сприйняли призначення Формана серйозно. У підсумку на пропозицію Кадді очолити відділення на постійній основі Форман відмовляє.
Наприкінці 3-го сезону першим йде з команди Хауса, що зрештою призводить до звільнення з команди всіх її членів (Кемерон звільняється сама, Чейза звільняє Хаус), однак на початку 4-го сезону Формана звільняють з нового місця роботи, і після невдалих спроб влаштуватися на іншу роботу Форман повертається в команду Хауса.
У 5-му сезоні починає романтичні стосунки з Тринадцятою.

## Характеристика
Ерік Форман — мішень для різних расистських жартиків Хауса, але вони не особливо діють на Формана. Форман не з тих, хто переймається черезо те, що про нього думають інші. Його головна мета — піклуватися про своїх пацієнтів і визначати їх симптоми. Він може бути грубим і холодним, обриваючи ідеї своїх колег, коли вважає, що симптоми — не правильні. Попри те, що у нього було темне минуле, Форман доводить, що має лідерські якості. Він підтверджує, що на відміну від багатьох афроамериканців з вулиці перейшов бар'єр і пішов до школи, щоб стати кимось.
Форман — серйозний і наполегливий у своїй справі й більше схожий на Хауса, ніж думає. На початку першого сезону Форман насторожено ставиться до хаусівських методів лікування пацієнтів-головоломок замість людей — але відтоді поважає Хауса.
Коли Форман не може вилікувати пацієнта або ставить йому неправильний діагноз, він бере це близько до серця і переживає.

## Цікаві факти
- Любить каву
- Отримує прізвисько Light Хаус за те що використовував методи Доктора Хауса, хоча в більшості випадків намагався максимально дистанціюватися від Хауса і всіляко критикував його методи
- У юності були проблеми із законом
- Постійно звинувачує Хауса в расизмі
- Піклується про свою хвору матір
- Не любить багато разів робити однакові тести
- Ненавидить, коли його порівнюють з Хаусом
- Був арештований за крадіжку, коли йому було 16
- Був начальником на своїй минулій роботі
- Шульга